# Spindasis ella
Spindasis ella är en fjärilsart som beskrevs av William Chapman Hewitson 1865. Spindasis ella ingår i släktet Spindasis och familjen juvelvingar. Inga underarter finns listade i Catalogue of Life.